# 願成寺 (神戸市)
願成寺(がんじょうじ)は兵庫県神戸市兵庫区松本通にある浄土宗の仏教寺院。

## 歴史
この寺は、もと烏原村住蓮坂の北手（現在の鳥原水源池の東）烏原谷の左岸にあり、付近に字堂の本の地名が残っている。
- 天平年間（729年～749年）、行基が烏原村に観世音を安置し、観音寺と号した。
- 平安後期、衰退していたのを、法然上人の弟子住蓮坊が中興して無量寿仏を安置し、願成寺と称した。
住蓮は東大寺の実遍の子で、のち鳥羽上皇の官女、松虫・鈴虫を尼にした、世に有名な承元の法難で法然は土佐へ、親鸞は越後へ配流。住連は安楽と共に近江で斬罪に処せられ、弟子たちが住蓮の首をこの寺内に葬ったといわれている。またその首を鳥がくわえて運んできたので、もと上野といったところを鳥原というようになったとも伝えている。
- 明治33年（1900年）～明治39年（1906年）に上水道の貯水池となり、全村が立ち退き、寺も現在地へ移った。

## 境内
- 住蓮坊の塔
- 越前三位平通盛・夫人小宰相局供養塔　乳母呉葉建立の五輪石塔
呉葉は住道坊の義妹であったとも言われている。また、小宰相局の念持仏が安置されている。

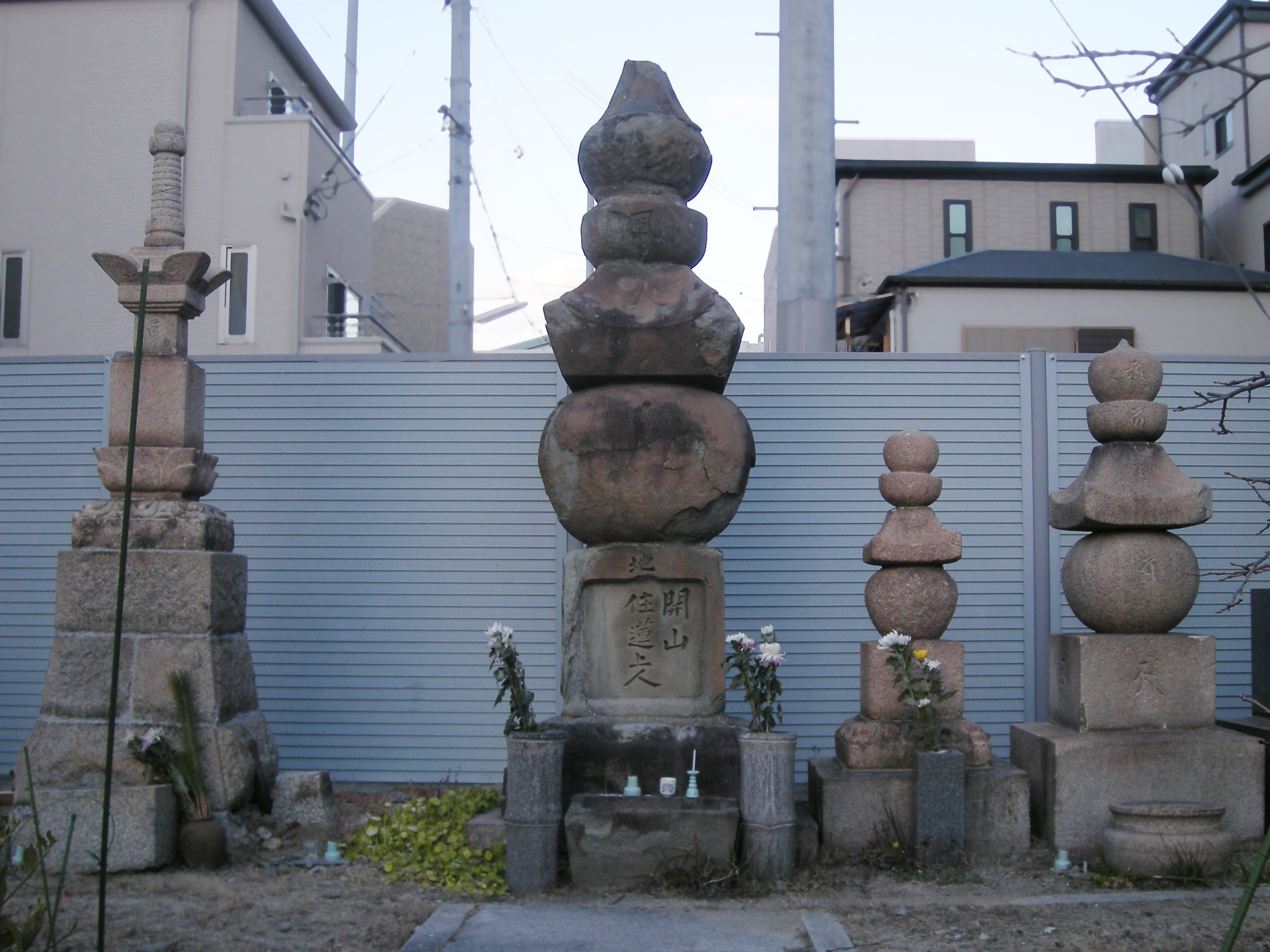
開山住蓮上人の塔
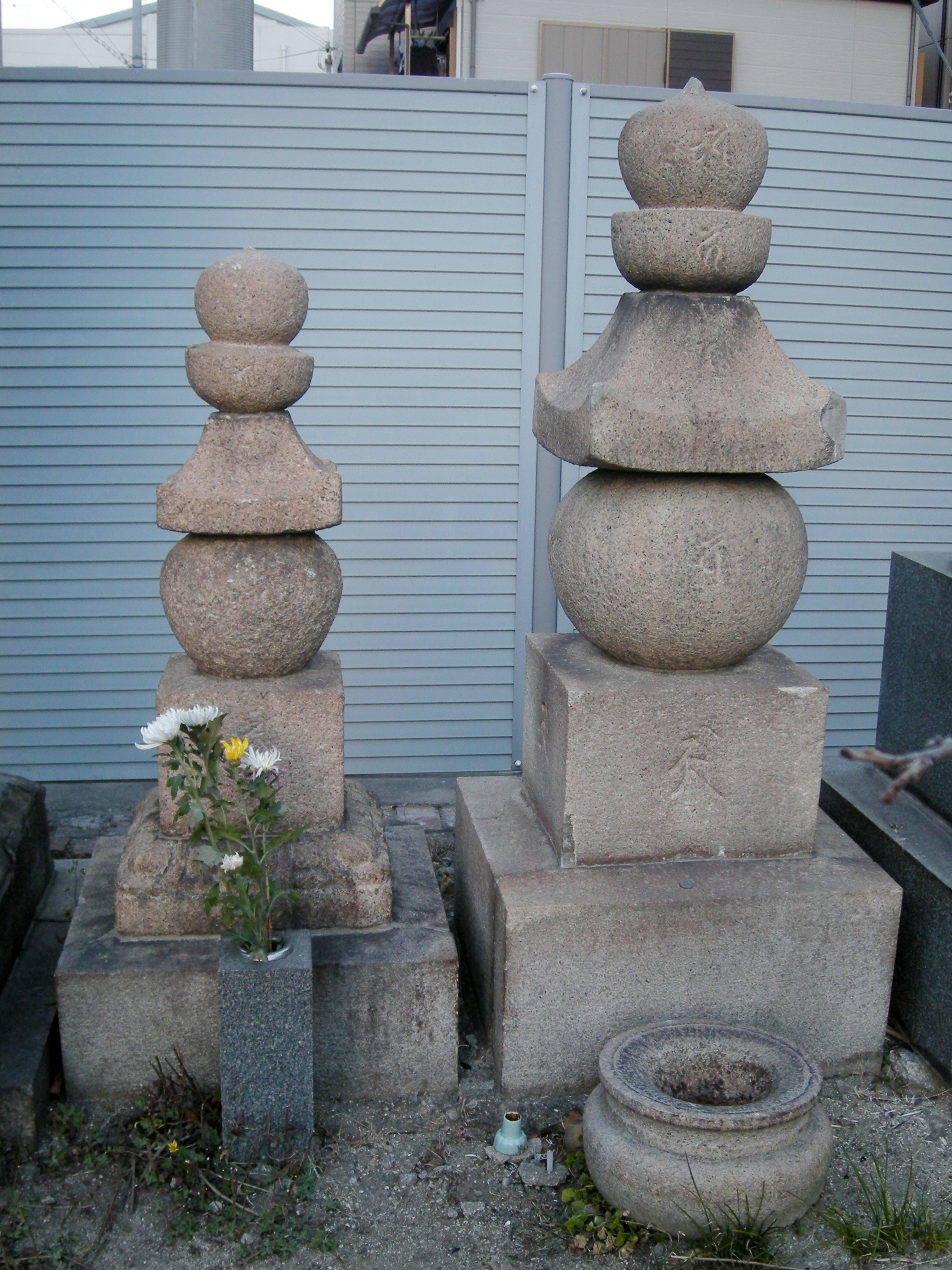
小宰相局・平通盛供養塔

## 交通アクセス
- 神戸電鉄湊川駅及び地下鉄山手線湊川公園駅より、西に徒歩5分。